# Bernard Pollard
Bernard Karmell Pollard (nacido el 23 de diciembre de 1984 en Fort Wayne, Indiana) es un exjugador de fútbol americano que jugó en la posición de safety con los Kansas City Chiefs, Houston Texans, Baltimore Ravens y Tennessee Titans de la National Football League (NFL). Fue seleccionado por los Chiefs en la segunda ronda del Draft de la NFL de 2006 de la NFL. Pollard jugó fútbol americano colegial en la Universidad Purdue.

## Infancia y juventud
Pollard asistió a la Escuela South Side High y fue letterman en fútbol, baloncesto y atletismo. En el fútbol, en su último año, fue seleccionado por The News-Sentinel como Jugador del Año, y fue seleccionado en el primer equipo All-State.

## Carrera universitaria
Pollard jugó tres años en la Universidad Purdue. Como estudiante de primer año, fue seleccionado al Primer Equipo All-American por Collegefootballnews.com, segundo equipo por The Sporting News y fue seleccionado al primer equipo Big Ten por The Sporting News en 2003. Él logró 66 tacleadas (42 en solitario), un pase de desviado y un balón suelto recuperado.
En 2004, fue nombrado al segundo equipo Big Ten por entrenadores y por parte de los medios de comunicación. Lideró al equipo con 96 tacleadas (58 en solitario), 2 balones sueltos forzados, 1 captura, 5 pases desviados y una interceptación También bloqueó 4 tiros (2 patadas de despeje, 1 punto extra y 1 gol de campo ).
El último año de Pollard en Purdue se vio empañado por altercados con los entrenadores, el más grave ocurrió en el inicio de la temporada cuando le dijo al entrenador en jefe Joe Tiller "Dame mis papeles", lo que indica la transferencia. Tiller no hizo lugar a la solicitud de transferencia, pero el incidente demostró ser un precursor para un último año tumultuoso. A pesar de esto Pollard logró 92 tackleadas (64 en solitario), 3 interceptaciones, 3 pases desviados, una recuperación de balón suelto y una patada bloqueada. Sus 5 despejes bloqueados son un registro de Purdue.
Pollard fue apodado "El Rompehuesos", mientras que estaba Purdue por sus duros golpes y tackles.

## Carrera profesional

### Kansas City Chiefs

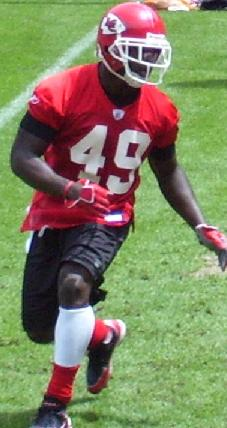
Pollard practicando con los Chiefs en 2007.

Pollard fue seleccionado en la segunda ronda, en general nº 54 del Draft del 2006 de la NFL por los Kansas City Chiefs. Pollard jugó la mayor parte de su temporada de novato en equipos especiales y finalizó el año con 10 tackleadas, un pase desviado, un balón suelto forzado y 3 despejes bloqueados, uno en contra de Arizona Cardinals, uno contra San Diego Chargers y otro en contra de Jacksonville Jaguars (recuperando en la Zona de anotación para un touchdown). Pollard fue un motor en el arranque de la temporada 2007 de la NFL. Esos 3 despejes bloqueados ocupan el segundo lugar en la historia de los Chiefs, solo por detrás del Salón de la Fama de los Chiefs Albert Lewis (1983-1993) quien registró 10.
Pollard bloqueo una patada de despeje de Chris Hanson de los Jacksonville Jaguars, y lo recuperó para un touchdown, ayudó a los Chiefs a una victoria de 35-30 y un boleto a los playoffs. Fue seleccionado por la AFC como el Jugador de equipos especiales de la semana.
También bloqueó una patada de despeje en contra de los Denver Broncos, en la semana 10 de la temporada 2007, que salió de la zona de anotación para un Safety. Los Chiefs finalmente perdieron, 27-11. En la temporada 2007, interceptó su primer pase de la NFL a Carson Palmer contra los Cincinnati Bengals el 14 de octubre. Pollard también interceptó Jon Kitna en el partido contra los Detroit Lions el 23 de diciembre.
El 7 de septiembre de 2008, Pollard estuvo involucrado en una jugada que terminó con la lesión del quarterback de los New England Patriots Tom Brady, se lo llevaron fuera del campo por una lesión en la rodilla y no regresó por el resto del juego. Más tarde se reveló que el golpe de Pollard a Brady terminó la temporada del mariscal de campo. Pollard más tarde se disculpó por el golpe, diciendo: "Ha sido realmente un accidente, no puedo cambiar lo que pasó. No puedo hacer nada más que rezar para él y espero que tenga una pronta recuperación ". Sin embargo, desde entonces, ha estado involucrado en 2 casos en los que los Patriots sufrieron lesiones importantes: Wes Welker rotura de ligamentos en la final de la temporada 2009 (que tuvo lugar cuando Pollard se abalanzó sobre Welker y la pierna del receptor se le doblaron cuando trató de salir de la trayectoria de vuelo de Pollard) y Rob Gronkowski esguince en el tobillo en los playoffs 2012 (que tuvo lugar cuando Pollard estaba tratando de capturar al Tight end, y se volvió a sí mismo en la pierna de Gronkowski cuando él finalmente lo llevó hacia abajo). El golpe Brady, junto con otros casos en que los mariscales de campo habían sufrido lesiones graves en similares casco en las rodillas, dio lugar a un cambio de reglas en el comienzo de la temporada NFL 2009: un jugador defensivo en el suelo ya no puede lanzarse o inmersión en las piernas del quarterback.
Pollard fue líder en tackleadas de Kansas City Chiefs con un récord personal de 98 tackleadas en 2008 (84 en solitario) con un caso de pérdida, una interceptación y 4 pases desviados, 2 balones sueltos forzados y 3 balones sueltos recuperados.
El 5 de septiembre de 2009, los Kansas City Chiefs liberaron Pollard.

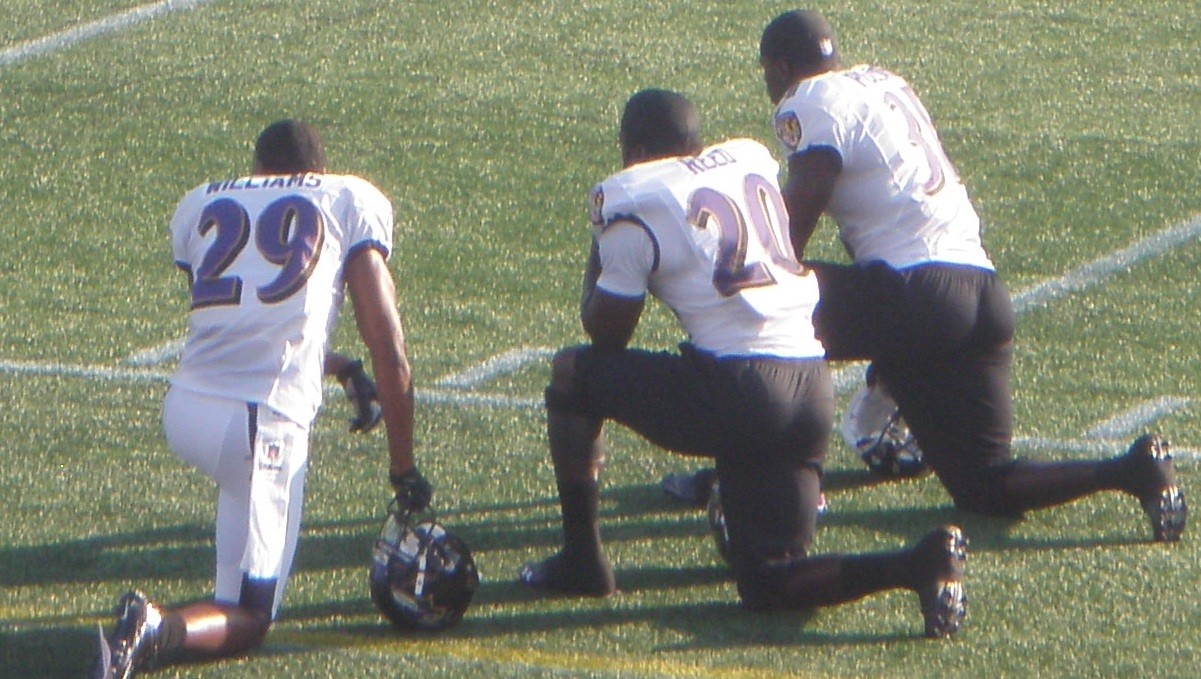
Cary Williams (29), Ed Reed (20) y Pollard (31) en el Navy-Marine Corps Memorial Stadium en agosto de 2012.

### Houston Texans
Pollard firmó con los Houston Texans el 24 de septiembre de 2009. En su primer año con Houston, Pollard tuvo un total de 102 tackleadas (81 en solitario), 1.5 capturas, 4 interceptaciones, así como 2 touchdowns defensivos. Tuvo 111 tackleadas y 4 balones sueltos forzados al año siguiente.

### Baltimore Ravens
El 3 de agosto de 2011, Pollard firmó un contrato de 2 años con los Baltimore Ravens. Mientras jugaba en la defensiva de los Ravens en el 2011, Pollard registró 75 tackleadas, 2 capturas, 3 balones sueltos forzados y una interceptación. El 8 de mayo de 2012, los Ravens firmaron Pollard una extensión de contrato de 3 años. El 26 de octubre, Pollard fue multado con $ 7.875 dólares por rudeza innecesaria en la semana 7 contra los Houston Texans.
El 3 de febrero de 2013 ganó el Super Bowl XLVII donde los Baltimore Ravens derrotaron a San Francisco 49ers y consiguieron su 2.º campeonato de Super Bowl en su historia.
El 13 de marzo de 2013, los Baltimore Ravens cortaron a Pollard.

### Tennessee Titans
El 21 de marzo de 2013 firma un contrato de un año con los Tennessee Titans.

## Estadísticas generales
| Año   | Equipo | Juegos | Juegos | Tacleadas | Tacleadas | Tacleadas | Tacleadas | Intercepciones | Intercepciones | Intercepciones | Intercepciones | Intercepciones | Intercepciones | Balones sueltos | Balones sueltos |
| Año   | Equipo | GP     | GS     | Comb      | Total     | Ast       | Sck       | PDef           | Int            | Yds            | Avg            | Lng            | TDs            | FF              | FR              |
| ----- | ------ | ------ | ------ | --------- | --------- | --------- | --------- | -------------- | -------------- | -------------- | -------------- | -------------- | -------------- | --------------- | --------------- |
| 2006  | KC     | 16     | 0      | 11        | 11        | 0         | 0.0       | 1              | --             | --             | --             | --             | --             | 1               | 1               |
| 2007  | KC     | 16     | 15     | 90        | 74        | 16        | 1.0       | 7              | 2              | 23             | 11.5           | 21             | 0              | 1               | 0               |
| 2008  | KC     | 16     | 16     | 98        | 79        | 19        | 0.0       | 1              | 1              | 0              | 0.0            | 0              | 0              | 2               | 3               |
| 2009  | HOU    | 13     | 13     | 102       | 82        | 20        | 1.5       | 7              | 4              | 121            | 30.2           | 70             | 1              | 1               | 3               |
| 2010  | HOU    | 15     | 15     | 112       | 82        | 30        | 2.5       | 5              | --             | --             | --             | --             | --             | 3               | 0               |
| 2011  | BAL    | 16     | 13     | 75        | 55        | 20        | 2.0       | 13             | 1              | 0              | 0.0            | 0              | 0              | 3               | 1               |
| 2012  | BAL    | 13     | 13     | 98        | 71        | 27        | 2.0       | 5              | 1              | 0              | 0.0            | 0              | 0              | 0               | 0               |
| 2013  | TEN    | 16     | 16     | 99        | 77        | 22        | 0.5       | 9              | 3              | 36             | 12.0           | 32             | 0              | 0               | 0               |
| 2014  | TEN    | 5      | 5      | 27        | 22        | 5         | 1.0       | 1              | --             | --             | --             | --             | --             | 0               | 0               |
| Total | Total  | 126    | 106    | 112       | 553       | 159       | 10.5      | 49             | 12             | 180            | 15.0           | 70             | 1              | 11              | 8               |

Fuente: Pro-Football-Reference.com

## Vida personal
Pollard está casado con su esposa Meghan, tiene un niño llamado Jaylen y una niña llamada Alonna. Él estableció el "Pollard Fundación Helping Hands", centrado en alimentar a los niños hambrientos.